# Gazela

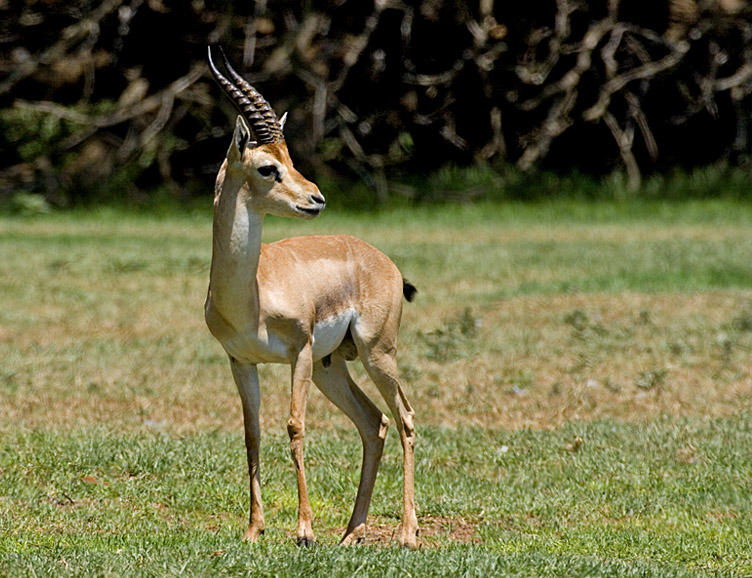
Gazela obecná

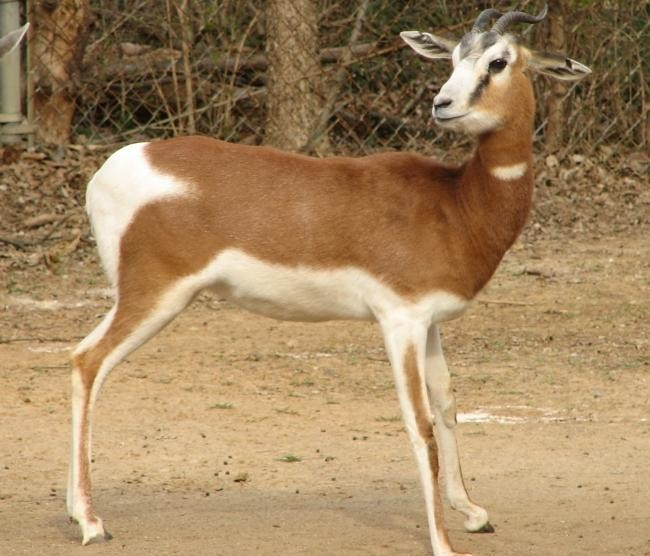
Gazela dama

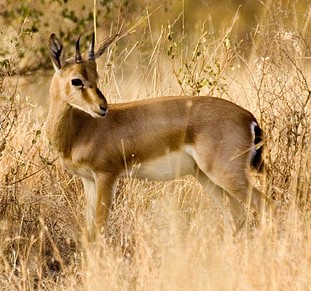
Gazela indická

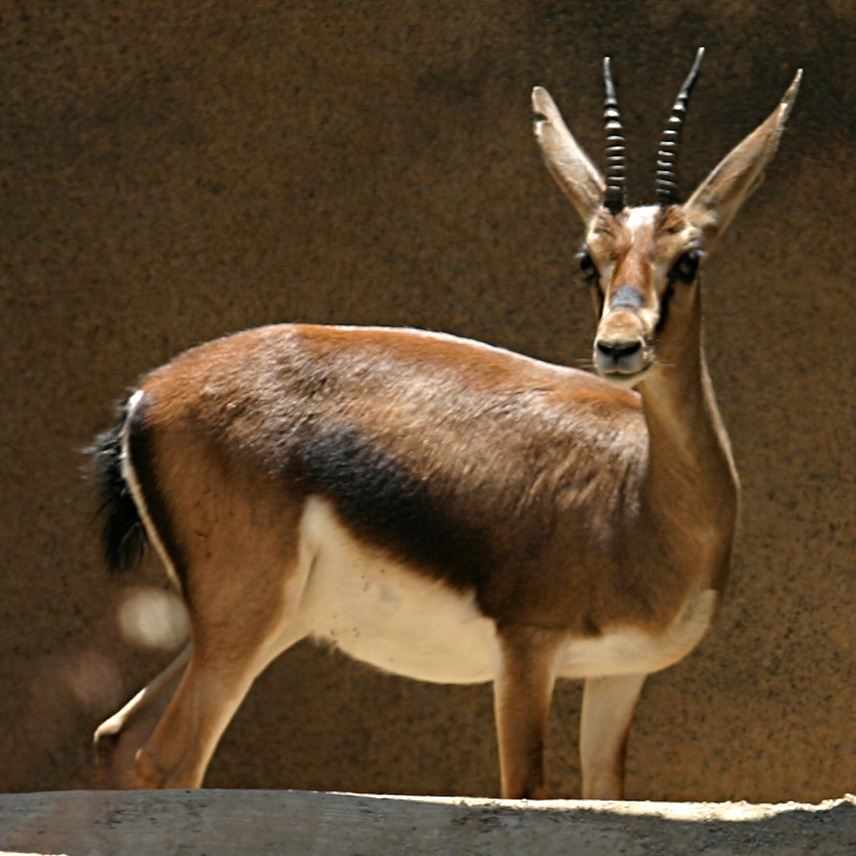
Gazela atlaská

Gazela je český rodový název pro jednoho z několika druhů sudokopytníků z rodů Gazella, Eudorcas či Nanger.
Gazely jsou rychlá zvířata; Thomsonova gazela dokáže dosáhnout rychlosti 80 km za hodinu. Většinou obývají africké pastviny a savany, několik druhů žije na území jihozápadní Asie. Jsou to převážně denní savci, kteří se živí téměř jakoukoliv dostupnou rostlinnou potravou - listy, trávou a jinými rostlinami. Dokáží vydržet poměrně dlouhé období bez vody, kterou z velké části získávají z potravy.
Patří do řádu sudokopytníků (Artiodactyla) a čeledě turovitých (Bovidae). U klasifikace jednotlivých druhů a jejich poddruhů v dnešní době existuje několik spekulací. V současné době jsou v důsledku lidské aktivity vyhubeny tři druhy gazel: gazela červená, gazela arabská a gazela jemenská.
Gazely jsou štíhlá zvířata, která mají na dlouhých a tenkých končetinách sudý počet prstů zakončených kopyty. Častým znakem je tmavý pruh na bocích oddělující světlé břicho od tmavšího hřbetu. Samci mají rohy, často velice dlouhé, prstencovité a zahnuté. Při útěku před predátory, kterými jsou převážně lvi a gepardi, provádějí gazely často velice vysoké výskoky do vzduchu, občas i kličkují. Zřejmě nejznámějším zástupcem je africká gazela Thomsonova (Eudorcas thomsonii), dnes zařazena do kategorie druhů závislých na ochraně.

## Systematika
Kladogram znázorňující vztahy mezi rody Gazella, Antilope, Eudorcas a Nanger v rámci tribu Antilopini (podle studie E. V. Bärmannové a jejich kolegů z University of Cambridge, 2013):

|  | rod Gazella                           |
|  |                                       |
|  | antilopa jelení (Antilope cervicapra) |
|  |                                       |

|  | gazela rezavočelá (Eudorcas rufifrons) |
|  |                                        |
|  | gazela Thomsonova (E. thomsonii)       |
|  |                                        |

|  | \| \| gazela Soemmerringova (Nanger soemmerringii) \| \| \| \| \| \| gazela Grantova (N. granti) \| \| \| \| |
|  | |
|  | gazela dama (N. dama)                                                                                        |
|  | |
|  | gazela Soemmerringova (Nanger soemmerringii)                                                                 |
|  | |
|  | gazela Grantova (N. granti)                                                                                  |
|  | |

|  | gazela Soemmerringova (Nanger soemmerringii) |
|  |                                              |
|  | gazela Grantova (N. granti)                  |
|  |                                              |

|  | gazela rezavočelá (Eudorcas rufifrons) |
|  |                                        |
|  | gazela Thomsonova (E. thomsonii)       |
|  |                                        |

|  | \| \| gazela Soemmerringova (Nanger soemmerringii) \| \| \| \| \| \| gazela Grantova (N. granti) \| \| \| \| |
|  | |
|  | gazela dama (N. dama)                                                                                        |
|  | |
|  | gazela Soemmerringova (Nanger soemmerringii)                                                                 |
|  | |
|  | gazela Grantova (N. granti)                                                                                  |
|  | |

|  | gazela Soemmerringova (Nanger soemmerringii) |
|  |                                              |
|  | gazela Grantova (N. granti)                  |
|  |                                              |

|  | rod Gazella                           |
|  |                                       |
|  | antilopa jelení (Antilope cervicapra) |
|  |                                       |

|  | gazela rezavočelá (Eudorcas rufifrons) |
|  |                                        |
|  | gazela Thomsonova (E. thomsonii)       |
|  |                                        |

|  | \| \| gazela Soemmerringova (Nanger soemmerringii) \| \| \| \| \| \| gazela Grantova (N. granti) \| \| \| \| |
|  | |
|  | gazela dama (N. dama)                                                                                        |
|  | |
|  | gazela Soemmerringova (Nanger soemmerringii)                                                                 |
|  | |
|  | gazela Grantova (N. granti)                                                                                  |
|  | |

|  | gazela Soemmerringova (Nanger soemmerringii) |
|  |                                              |
|  | gazela Grantova (N. granti)                  |
|  |                                              |

|  | gazela rezavočelá (Eudorcas rufifrons) |
|  |                                        |
|  | gazela Thomsonova (E. thomsonii)       |
|  |                                        |

|  | \| \| gazela Soemmerringova (Nanger soemmerringii) \| \| \| \| \| \| gazela Grantova (N. granti) \| \| \| \| |
|  | |
|  | gazela dama (N. dama)                                                                                        |
|  | |
|  | gazela Soemmerringova (Nanger soemmerringii)                                                                 |
|  | |
|  | gazela Grantova (N. granti)                                                                                  |
|  | |

|  | gazela Soemmerringova (Nanger soemmerringii) |
|  |                                              |
|  | gazela Grantova (N. granti)                  |
|  |                                              |

|  | antilopa žirafí (Litocranius walleri)     |
|  |                                           |
|  | antilopa skákavá (Antidorcas marsupialis) |
|  |                                           |

|  | rod Gazella                           |
|  |                                       |
|  | antilopa jelení (Antilope cervicapra) |
|  |                                       |

|  | gazela rezavočelá (Eudorcas rufifrons) |
|  |                                        |
|  | gazela Thomsonova (E. thomsonii)       |
|  |                                        |

|  | \| \| gazela Soemmerringova (Nanger soemmerringii) \| \| \| \| \| \| gazela Grantova (N. granti) \| \| \| \| |
|  | |
|  | gazela dama (N. dama)                                                                                        |
|  | |
|  | gazela Soemmerringova (Nanger soemmerringii)                                                                 |
|  | |
|  | gazela Grantova (N. granti)                                                                                  |
|  | |

|  | gazela Soemmerringova (Nanger soemmerringii) |
|  |                                              |
|  | gazela Grantova (N. granti)                  |
|  |                                              |

|  | gazela rezavočelá (Eudorcas rufifrons) |
|  |                                        |
|  | gazela Thomsonova (E. thomsonii)       |
|  |                                        |

|  | \| \| gazela Soemmerringova (Nanger soemmerringii) \| \| \| \| \| \| gazela Grantova (N. granti) \| \| \| \| |
|  | |
|  | gazela dama (N. dama)                                                                                        |
|  | |
|  | gazela Soemmerringova (Nanger soemmerringii)                                                                 |
|  | |
|  | gazela Grantova (N. granti)                                                                                  |
|  | |

|  | gazela Soemmerringova (Nanger soemmerringii) |
|  |                                              |
|  | gazela Grantova (N. granti)                  |
|  |                                              |

|  | rod Gazella                           |
|  |                                       |
|  | antilopa jelení (Antilope cervicapra) |
|  |                                       |

|  | gazela rezavočelá (Eudorcas rufifrons) |
|  |                                        |
|  | gazela Thomsonova (E. thomsonii)       |
|  |                                        |

|  | \| \| gazela Soemmerringova (Nanger soemmerringii) \| \| \| \| \| \| gazela Grantova (N. granti) \| \| \| \| |
|  | |
|  | gazela dama (N. dama)                                                                                        |
|  | |
|  | gazela Soemmerringova (Nanger soemmerringii)                                                                 |
|  | |
|  | gazela Grantova (N. granti)                                                                                  |
|  | |

|  | gazela Soemmerringova (Nanger soemmerringii) |
|  |                                              |
|  | gazela Grantova (N. granti)                  |
|  |                                              |

|  | gazela rezavočelá (Eudorcas rufifrons) |
|  |                                        |
|  | gazela Thomsonova (E. thomsonii)       |
|  |                                        |

|  | \| \| gazela Soemmerringova (Nanger soemmerringii) \| \| \| \| \| \| gazela Grantova (N. granti) \| \| \| \| |
|  | |
|  | gazela dama (N. dama)                                                                                        |
|  | |
|  | gazela Soemmerringova (Nanger soemmerringii)                                                                 |
|  | |
|  | gazela Grantova (N. granti)                                                                                  |
|  | |

|  | gazela Soemmerringova (Nanger soemmerringii) |
|  |                                              |
|  | gazela Grantova (N. granti)                  |
|  |                                              |

|  | antilopa žirafí (Litocranius walleri)     |
|  |                                           |
|  | antilopa skákavá (Antidorcas marsupialis) |
|  |                                           |

Sezam recentních druhů gazel:
- rod Gazella
  - podrod Gazella
    - gazela obecná (G. gazella)
    - gazela acacia (G. acaciae) - někdy je tento kriticky ohrožený druh považován za poddruh gazely obecné
    - gazela Neumannova (G. erlangeri)
    - gazela Spekeova (G. spekei)
    - gazela dorkas (G. dorcas)
    - gazela indická neboli činkara (G. bennettii)

  - podrod Trachelocele
    - gazela atlaská (G. cuvieri)
    - gazela písková (G. leptoceros)
    - džejran neboli gazela perská (G. subgutturosa)
- rod Eudorcas
  - gazela Thomsonova (E. thomsonii)
  - gazela rezavočelá (E. rufifrons)
- rod Nanger
  - gazela dama (N. dama)
  - gazela Grantova (N. granti)
  - gazela Soemmerringova (N. soemmerringii)

### Fosílie
Fosílie zástupců rodu Gazella byly v Eurasii a Africe nalezeny již z oddělení pliocénu a pleistocénu. Nejstarší evropská gazela byla G. borboniva, charakteristická svou malou velikostí a krátkými končetinami. Z Evropy gazely vymizely na počátku doby ledové, ale přežily v Africe a na Středním východě.

#### Nedávno vyhynulé druhy
- rod Gazella
  - gazela jemenská (G. bilkis)
  - gazela arabská (G. arabica) – podle nových studií patrně totožná s gazelou Neumannovou (Gazella erlangeri)
  - gazela dlouhorohá (G. saudiya)
- rod Eudorcas
  - gazela červená (E. rufina)

#### Prehistoricky vyhynulé druhy
- rod Gazella
  - Gazella borbonica
  - Gazella thomasi
  - Gazella praethomsoni
  - Gazella negevensis
  - Gazella triquetrucornis
  - Gazella negevensis
  - Gazella capricornis
  - Gazella mytilinii
  - podrod Vetagazella
    - Gazella sinensis
    - Gazella deperdita
    - Gazella pilgrimi
    - Gazella leile
    - Gazella praegaudryi
    - Gazella gaudryi
    - Gazella paotehensis
    - Gazella dorcadoides
    - Gazella altidens
    - Gazella mongolica
    - Gazella lydekkeri
    - Gazella blacki
    - Gazella parasinensis
    - Gazella kueitensis
    - Gazella paragutturosa

  - podrod Gazella
    - Gazella janenschi

  - podrod Trachelocele
    - Gazella atlantica
    - Gazella tingitana
- rod Nanger
  - Gazella vanhoepeni
- rod Deprezia
  - Gazella psolea